# Daïra d'Arris
La Daïra d'Arris  est une daïra de la wilaya de Batna. Son chef-lieu est la ville éponyme d'Arris.

## Localisation
La daïra est située au sud-est de la wilaya de Batna.
| Teniet El Abed | Teniet El Abed |         |
| Menaa          | daïra d'Arris  | Ichmoul |
|                | T'kout         |         |

## Communes
La daïra est composéé de deux communes : Arris et Tighanimine.